# Arthur Klemt (Erfinder, 1951)
Arthur Klemt (* 1951 in München) ist ein deutscher Erfinder. Er ist der Sohn des Erfinders Arthur Klemt (1913–1985).
Er erfand Anfang der 1980er-Jahre – zu einer Zeit, als es nur kleine Glaslamellenfenster gegeben hatte – die erste großflächige Lamellenfassade, was der Architektur neue Möglichkeiten gab. 1992 wurde auf der Weltausstellung Expo 92 der gesamte österreichische Pavillon mit über 3000 m² Glaslamellen nach seiner Erfindung ausgestattet.